# Matvej Isaakovič Blanter
Matvej Isaakovič Blanter (in russo Матве́й Исаа́кович Бла́нтер?; 28 gennaio 1903 – 27 settembre 1990) è stato un compositore sovietico ebreo.

## Biografia
Fu uno dei più importanti compositori di canzoni popolari e musica da film dell'Unione Sovietica. Tra le molte altre opere, scrisse la famosa "Katjuša" (1938). Fu attivo come compositore fino al 1975, producendo più di duemila canzoni.